# Nevasta mea cântă
Nevasta mea cântă (grafiat în acel timp Nevasta mea cîntă, titlul original: în germană Meine Frau macht Musik) este un film de comedie muzicală est-german, realizat în 1958 de regizorul Hans Heinrich, protagoniști fiind actorii Lore Frisch, Günther Simon, Maly Delschaft, Alice Prill.

## Conținut
După zece ani de căsnicie fericită, Gerda Wagner, mama a doi copii, se gândește brusc să încerce să devină o cântăreață de șlagăre. O întâlnire întâmplătoare cu un cunoscut din timpul școlii, fostul student la muzică, cu o voce încă și azi frumoasă, năstrușnicul cântăreț italian Fabiani, a readus la viață vechiul ei vis. Acum face tot posibilul pentru ca acesta să devină realitate, spre supărarea soțului ei Gustl, șeful sectorului de discuri al unui magazin. Gelozia lui Gustl îl duce la consum de alcool, băut merge la spectacolul de varieteu, în care Gerda are deja un succes deosebit. Cu „comportamentul” său, Gustl provoacă multă agitație până când în cele din urmă își dă seama că soția lui este atrasă cu adevărat doar de muzică și nu de Fabiani...

## Distribuție
- Lore Frisch – Gerda Wagner
- Günther Simon – Gustl Wagner
- Maly Delschaft – Susi Rettig
- Alice Prill – Eva Rettig
- Herbert Kiper – Fritz Rettig
- Evelyn Künneke – Daisy
- Alexander Hegarth – Fabiani
- Mario Lerch – Francesco
- Lou Seitz – Jette
- Kurt Schmidtchen – Arthur Papke
- Paul Heidemann – directorul Nielsen
- Elsa Korén – nevasta vânzătorului de pălării
- Alfred Maack – portarul vârstnic
- Hans Klering – vânzătorul de pălării
- Paul R. Henker – controlorul din motrou
- Walter E. Fuß – barmanul
- Guido Goroll – bărbatul în lojă
- Katina Imme – Katharina
- Ruth Kommerell – vânzătoarea din raionul de papetărie
- Heinz Schubert – Spießer